# Синт Тройден ВВ
Синт Тройден (на нидерландски: Koninklijke Sint-Truidense Voetbalvereniging) – „Кралско синт-тройденско футболно общество“, съкр. K. Sint-Truidense VV [sɪnˈtrœydə(n)sə]; на френски: Saint-Trond VV) – или още Сент Трюиден е белгийски футболен клуб от град Синт Тройден. Домакинските си мачове играе на стадион „Стайен“, в Синт Тройден с вместимост 14 600 зрители. Състезава се в Белгийска Про Лига.

## История
Клубът е създаден на 23 февруари 1924 година, след сливането на два градски клуба „ФК Юнион“ и „ФК Голдстар“. Избраните цветове са синьо и жълто, съответстващи на флага на града. От там идва и прозвището им-„канарчетата“.
През 1951 клубът получава титлата „кралски“. През 1957 клубът за пръв път в историята си участва във висшата дивизия на шампионата на Белгия. През 1959 – 66 отборът е трениран от Реймон Гуталс, впоследствие старши треньор на Белгия, а така също става с „Олимпик“ (Марсилия) първия победител в КЕШ през 1993. Под неговото ръководство клубът прави най-доброто си класиране в на Белгия, заемайки второто място през 1965/66.

## Достижения
- Лига Юпилер
  -  Сребърен медал (1): 1965/66
- Купа на Белгия:
  -  Финалист (2): 1970/71, 2002 – 03.
- Купа белгийската лига:
  -  Носител (1): 1997/98.

- Втора лига
  -  Шампион (4): 1987, 1994, 2009, 2015.

## Известни играчи
- Марк Вилмотс
- Данни Бофен
- Младен Рудоня
- Симон Миньоле
- Марио Канталупи